# Lamellisphecia sumatrana
Lamellisphecia sumatrana is een vlinder uit de familie wespvlinders (Sesiidae), onderfamilie Sesiinae.
Lamellisphecia sumatrana is voor het eerst wetenschappelijk beschreven door Fischer in 2005. De soort komt voor in het Oriëntaals gebied.